# LG Chem
LG Chem Ltd.  (em coreano: LG 화학) muitas vezes referida como LG Chemical e também conhecido como Lucky GoldStar Chemica, é a maior empresa de produtos químicos da Coreia do Sul, sediada em Seul.